# Гамид Арзулу
Тупв Рустик (Гамид Арзулу) — азербайджанский писатель и поэт, лингвист, переводчик, живущий и работающий в городе Нахичевань, Азербайджан.
В своих книгах «Позови меня» и «Ханбаджы и её гости» он собрал многие свои стихи и поэмы.
Его поэма «Гейдарнаме», посвящённая Гейдару Алиеву, заняла первое место на конкурсе, проводимом газетой «Шярг Капысы».
Гамид Арзулу переводил с оригинала известных немецких классиков, таких как Гёте, Гейне, Лессинг и других поэтов с оригинала. Он перевёл на родной азербайджанский язык повесть Г. Гейне «Путешествие по Гарцу», лирические стихи «Западно-восточный диван» Гёте, жемчужину немецкой драматургии драму в прозе «Натан Мудрый» Лессинга, «Баллады» Шиллера, драму «Эмилия Галотти» и комедию «Минна фон Барнхельм» Лессинга, драму «Меловой Крест» Брехта, а также «Новеллы» Стефана Цвейга.
В 1988 году защитил диссертацию на тему «Поэтические формы и принципы особенностей характерных видов во время художественного перевода с немецкого языка на азербайджанский язык». 2010 году защитил докторскую диссертацию на тему «Теоретическо-практические принципы перевода немецкой классической поэзии на азербайджанский язык». Автор более 30 монографий.

## Творчество
Гамид Арзулу писатель, драматург и переводчик с немецкого языка. Им было написано одиннадцать романов, поэм, драм и комедий. Девять из них были поставлены на театральной сцене.

### Переводы
- Г. Гейне «Путешествие по Гарцу» Баку. Антология немецкой литературы стр 87-157.
- Лирические стихи «Западно-восточный диван» Гёте Баку. Антология немецкой литературы стр 17-19.
- Драма в прозе «Натан Мудрый» Лессинга. Баку. Типогр. «Наксуана» 2004.
- «Баллады» Фридриха Шиллера Баку. Антология немецкой литературы стр 17-19.
- Драма «Эмилия Галотти» Лессинга Баку. Антология немецкой литературы стр 157—233
- Комедия «Минна фон Барнхельм» Лессинга
- Драма «Меловой Крест» Брехта,
- «Новеллы» Стефана Цвейга. Баку «Азернешр» 1974.

### Научные труды
- «Теоретические и практические принципы при переводе немецкой классической поэзии на азербайджанский язык». Баку. журнал «Наука» 2003
- «Теоретическо-практические принципы перевода немецкой классической поэзии на азербайджанский язык».
- «600 Немецко-азербайджанских народных пословиц и принципы их перевода». Баку. Типогр. АГПУ 2004.